# Ангело Мюллер
Ангело Арнольд Мюллер (нім. Angelo Alfred Müller; 4 червня 1892, Мюнхен — 29 травня 1958, Мюнхен) — німецький офіцер, генерал-лейтенант вермахту.

## Біографія
1 жовтня 1911 року поступив на службу в Баварську армію. Учасник Першої світової війни, після демобілізації армії продовжив службу в рейхсвері.
З 15 березня 1938 року — командир 31-го артилерійського полку. З 15 червня 1940 року — командир 131-го артилерійського командування. 31 грудня 1941 року відправлений у резерв на лікування. З 10 квітня 1942 року — командир 128-го артилерійського командування. 25 жовтня 1942 року знову відправлений у резерв на лікування гепатиту. З 25 вересня 1943 року — офіцер 3-го вищого артилерійського командування. З 27 березня 1944 року — командир 308-го вищого артилерійського командування. 
10 травня 1945 року втік у Швецію і добровільно здався шведській владі, був призначений комендантом табору для інтернованих. 2 червня радянське посольство подало прохання про екстрадицію Мюллера, яке задовольнили 30 листопада. 24 січня 1946 року був переданий представникам СРСР. 9 травня 1950 року засуджений військовим трибуналом військ МВС Білоруського округу до 25 років ув'язнення в таборах праці. 6 жовтня 1955 року переданий владі ФРН і звільнений.

## Сім'я
11 травня 1921 року одружився з Ельзою Гюбнер, дочкою генерал-лейтенанта Отто фон Гюбнера.

## Звання
- Фанен-юнкер (1 жовтня 1911)
- Фенріх (25 травня 1912)
- Лейтенант (1 листопада 1913)
- Оберлейтенант (17 січня 1917)
- Гауптман (1 лютого 1923)
- Майор (1 квітня 1935)
- Оберстлейтенант (1 січня 1936)
- Оберст (1 червня 1938)
- Генерал-майор (1 квітня 1942)
- Генерал-лейтенант (1 жовтня 1944)

## Нагороди
- Медаль принца-регента Луїтпольда
- Залізний хрест 2-го класу (12 березня 1915)
- Орден «За військові заслуги» (Баварія) 4-го класу з мечами
- Залізний хрест 1-го класу (2 липня 1916)
- Нагрудний знак «За поранення» в чорному (25 серпня 1918)
- Почесний хрест ветерана війни з мечами
- Медаль «За вислугу років у Вермахті» 4-го, 3-го, 2-го і 1-го класу (25 років)
- Застібка до Залізного хреста 2-го і 1-го класу